# عزلة الذراع (تعز)

تعديل مصدري - تعديل

عزلة الذراع هي إحدى عزل مديرية صبر الموادم في محافظة تعز اليمنية ويبلغ تعداد سكانها 4363 نسمة حسب التعداد السكاني في اليمن لعام 2004.